# 笠井幹夫
笠井 幹夫（かさい みきお）は、日本の声楽家（テノール、カウンターテノール）、オペラ歌手。IMT伊勢音楽劇場主宰。

## 経歴
三重県伊勢市出身。三重県立伊勢高等学校卒業。1968年（昭和43年）慶應義塾大学商学部卒業。大学在学中は慶應義塾ワグネル・ソサィエティー男声合唱団に所属。同大学院商学研究科中退。東京芸術大学声楽科卒業、同大学院独唱科修了。声楽を畑中良輔、アントン・デルモータ、ワルター・モーア、発声法を疋田生次郎、アンドレア・バランドーニ、木下武久、指揮法を伊藤栄一の各氏に師事。
1974年（昭和49年）東京室内歌劇場公演ブリテン作曲『小さな煙突掃除』のマックス役でデビュー。1978年（昭和53年）シューベルト『美しき水車小屋の娘』で第１回リサイタル（ピアノ伴奏：野平一郎）。 その後、モーツァルト『魔笛』タミーノ、『コジ・ファン・トゥッテ』フェランド、『ドン・ジョヴァンニ』ドン・オッターヴィオ、ニコライ『ウインザーの陽気な女房達』フェントン、レオンカバッロ『道化師』ペッペ、ウェーバー『オベロン』タイトルロール、ブリテン『真夏の夜の夢』ライサンダー、オッフェンバック『天国と地獄』オルフェウス、ヨハン・シュトラウス2世『こうもり』アルフレード、アイゼンシュタイン他、数々のオペラ、オペレッタ、コンサートに出演し、高い評価を得る。1996年（平成8年）『美しき水車小屋の娘』でリサイタル（ピアノ伴奏：小林道夫）。1999年（平成11年）イタリアのフラスキーニ歌劇場、ラウロ・ロッシ歌劇場で、團伊玖磨『夕鶴』与ひょうを演じ、絶賛された。2003年（平成15年）ビゼー『カルメン』ドン・ホセを演じ、新聞、音楽雑誌で高く評価される。また、ヘンデル『メサイア』、モーツァルト『レクィエム』『戴冠ミサ』、ロッシーニ『小荘厳ミサ（英語版）』等の宗教曲や、ベートーヴェン『第九』のソリストとしても活躍。さらに近年は、2013年（平成25年）10月に伊勢市民オペレッタ『こうもり』の音楽監督を務めたほか、2021年(令和3年)12月に伊勢市民オペラ『ヘンゼルとグレーテル』の音楽監督、その他オペラの指揮や演出、プロデュースを手がけるなど、その活動は多岐に亘っている。
元神戸オペラ協会会員。現在、日本演奏連盟、青の会、東京二期会各会員。1999年（平成11年）「伊勢志摩にもっと音楽文化を！」を合い言葉にIMT伊勢音楽劇場を主宰。

## 受賞歴
- 2004年度（平成16年度）三重県文化奨励賞[5]
- 2007年度（平成19年度）三銀ふるさと三重文化賞[2]